# T.I.P. (album Young Bucka)
T.I.P. - album demo amerykańskiego rapera Young Bucka. Został wydany 8 listopada 2005 roku. Był realizowany w niezależnej wytwórni Mass Appeal Records. Gościnnie występują D-Tay, Rizin Sun, First Born i Bun B.
Kompozycja została nagrana przed tym jak Buck dołączył do G-Unit w 2002, lecz nie został wydany, dopiero w 2005 roku po debiutanckim albumie pt. Straight Outta Cashville.

## Sprzedaż i certyfikacje
T.I.P. sprzedał się w ponad 26.000 egzemplarzach w pierwszym tygodniu i zadebiutował na 40. miejscu Billboard 200. Uplasował się także na 11. pozycji Top R&B/Hip-Hop Albums.

## Lista utworów
- Blood In Blood Out (feat. Rizin Sun)
- Thug In The Club (feat. Bun B & Smoov Jizzell)
- Caught In The Wind (feat. D-Tay & Rizin Sun)
- Crime Pays
- Penny Pinching (feat. D-Tay)
- All About Money (feat. D-Tay)
- All My Life (feat. D-Tay)
- Get Your Murder On (feat. Rizin Sun)
- Cant Keep Livin
- Hard Hitters (feat. D-Tay, First Born & Rizin Sun)
- Dickie Fits
- Purse First
- Thugged Out